# Sozialisierungskommission
Als Sozialisierungskommission bezeichnet man eine im November 1918 vom Rat der Volksbeauftragten eingesetzte Expertengruppe, die Wege zur Sozialisierung von Teilen der deutschen Wirtschaft prüfen sollte. Der offizielle Name lautete Kommission zur Vorbereitung der Sozialisierung der Industrie.

## Vorgeschichte
Innerhalb des Rates der Volksbeauftragten drängte die USPD unmittelbar nach der Novemberrevolution zur raschen Sozialisierung wichtiger Wirtschaftszweige. Die MSPD sah sich in einem Dilemma. Auf der einen Seite sah sie in der Veränderung der Besitzverhältnisse eine zusätzliche Gefahr für die ohnehin schwierige wirtschaftliche Lage. Auf der anderen Seite wollten sich die Mehrheitssozialdemokraten keinen Verrat an sozialistischen Grundsätzen vorwerfen lassen. Der Rat beschloss am 18. November 1918 grundsätzlich, dass alle dafür reifen Industriezweige sofort sozialisiert werden sollten. Die Mehrheitssozialdemokraten hatten allerdings durchgesetzt, dass zuvor eine Kommission „namhafter Nationalökonomen“ zu berufen sei, um unter „Hinzuziehung der Praktiker aus den Reihen der Arbeiter und Unternehmer die Einzelheiten festzulegen.“

## Erste Sozialisierungskommission
In der ersten Sozialisierungskommission saßen neben führenden marxistischen Theoretikern aus beiden Arbeiterparteien und den Gewerkschaften Vertreter der bürgerlichen Sozialreform und der Wissenschaft. Aus der Wissenschaft waren etwa Joseph Schumpeter, Emil Lederer, Carl Ballod und Robert Wilbrandt Mitglieder der Kommission. Geleitet wurde sie von Karl Kautsky, dem führenden Theoretiker der Sozialdemokratie und Ernst Francke von der Gesellschaft für soziale Reform. Obwohl bereits für die erste Kommission vorgesehen, scheiterte die Berufung des Industriellen Walther Rathenau vorerst noch am Widerstand der USPD. Ein Vertreter der Wirtschaft war Theodor Vogelstein. Von den Gewerkschaften war unter anderem Otto Hue vertreten. Aus den sozialistischen Parteien kamen Heinrich Cunow und Rudolf Hilferding. Generalsekretär der Kommission war der Sozial- und Wirtschaftswissenschaftler Eduard Heimann.
Die Kommission erarbeitete unter anderem Gutachten und Gesetzesentwürfe zur Sozialisierung des Kohlebergbaus, zur Kommunalisierung von bestimmten Einrichtungen sowie zur Verstaatlichung des Fischerei- und Versicherungswesens. Erste Ergebnisse über die Grundsätze der Sozialisierungsarbeit wurden am 7. Januar 1919 veröffentlicht. Das bedeutendste Papier war ein vorläufiger Bericht zur Sozialisierung des Kohlebergbaus. Es wurde am 15. Februar 1919 veröffentlicht und enthielt ein Mehrheits- und ein Minderheitsgutachten.
Die Arbeit der Kommission litt aber massiv unter Einflussversuchen der aus der Zeit des Kaiserreichs übernommenen Bürokratie. Vor allem Unterstaatssekretär August Müller, obwohl Sozialdemokrat ein erklärter Gegner jeder Sozialisierung, hat die Kommission stark behindert, dem Reichswirtschaftsamt unterstellt. Aus Protest legte die Kommission Anfang April 1919 die Arbeit nieder. Obwohl es im März 1919 zur Verabschiedung des Gesetzes zur Sozialisierung des Kohlebergbaus kam, blieb die Umsetzung aus.

## Zweite Sozialisierungskommission
Nach dem Kapp-Putsch war die Wiedereinsetzung der Sozialisierungskommission Teil der Vereinbarung zwischen Reichsregierung, Gewerkschaften und Parteien vom 20. März 1920. Sie trat in der Folgezeit in einer etwas anderen Zusammensetzung als in der ersten Phase zusammen. Am 3. September 1920 veröffentlichte die Kommission ihren Bericht zur Sozialisierung des Kohlebergbaus. Darin enthalten waren zwei unterschiedliche Vorschläge. Der erste kam von einer Gruppe um Walter Rathenau und Rudolf Wissell. Sie sprachen sich für Maßnahmen aus, die bewirken sollten, „[…] das Verhalten der Kohleproduzenten für die Öffentlichkeit durchsichtig zu machen und sie zu einer angemessenen Preisgestaltung nach den Selbstkosten anzuhalten.“ Eine „Sozialisierung“ im Sinne einer Verstaatlichung wurde hingegen nur als allmählicher Prozess vertreten und eher als Konzession an die Mitglieder der Kommission, denen diese Vorschläge nicht weit genug gingen. Diese bildeten eine zweite Gruppe innerhalb der Kommission und formulierten einen eigenen Vorschlag. In dieser Gruppe waren u. a. Emil Lederer, Rudolf Hilferding, Karl Kautsky und auch Joseph A. Schumpeter. Sie verlangten eine sofortige Sozialisierung, allerdings nicht einfach als Wechsel vom Konzernmonopol zum Staatsmonopol, sondern der Vorschlag sah „[…] die Ausgestaltung des Trägers der zukünftigen Kohleorganisation als einer Körperschaft des öffentlichen Rechts vor, in der alle an der Kohlewirtschaft Beteiligten anteilmäßig vertreten sein sollten.“ In beiden Vorschlägen war zudem eine Entschädigung vorgesehen, die nach dem Buchwert und dem Ertragswert der Kohlenbergwerke berechnet werden sollte.
Die Kommission bestand bis 1923, ohne dass die Vorschläge irgendeine konkrete wirtschaftspolitische Wirkung entfalteten. Dafür werden mehrere Gründe angegeben. Neben der Uneinigkeit seitens der Arbeitnehmerverbände und den Gewerkschaften wurde vor allem die Politik seitens der Unternehmen gesehen, welche als Strategie der Verhinderung betrieben wurde. Dazu gehörten Verzögerungstaktiken und auch versuchte personale Einflussnahmen bis hin zur aktiven Uminterpretation einstiger Vorstellungen. So gelang es insbesondere Hugo Stinnes in Kritik der Sozialisierungsvorhaben als zu „zentralistisch“ und zu „bürokratisch“, einen Gegenvorschlag einzubringen, in dem das vertikale Zusammenrücken aller Interessenten vorgeschlagen wurde. Infolgedessen kam es im Zuge der damaligen Entwicklungen zu einer weiteren Zunahme der Konzentration der Wirtschaftsstrukturen – nun nicht nur als horizontale, sondern zunehmend auch als vertikale Konzentration. Bis 1933 dann war Deutschland das „Land der Kartelle“ in Europa geworden.